# Nico van der Vlies
Nicolaas (Nico) van der Vlies (Petten, 11 oktober 1972) is een Nederlands voormalig langebaanschaatser. Hij was gespecialiseerd in de sprintafstanden.
Van der Vlies deed tussen 1990 en 1997 mee aan het Nederlands kampioenschap afstanden met op de 500 meter een derde plaats in 1994 en 1995 en op de 1000 meter een tweede plaats in 1993 en 1997 en een derde plaats in 1994 als beste resultaten. Van der Vlies won het Nederlands kampioenschap sprint 1994. Hij nam deel aan de Olympische Winterspelen 1994 waar hij op de 500 meter 31ste werd en op de 1000 meter 15de.